# Kuchnia polska (książka)
Kuchnia polska – książka kucharska, której pierwsze wydanie ukazało się w roku 1954 nakładem Państwowego Wydawnictwa Ekonomicznego i jest uważana za najpopularniejszą polską książkę kucharską. W okresie PRL była jedną z dwóch najpopularniejszych książek, oprócz pozycji pt. Kucharz gastronom, przeznaczonej dla zakładów zbiorowego żywienia. Do roku 2020 opublikowano 47 wydań.

## Treść książki
Na treść Kuchni polskiej składają się wiadomości na temat zasad racjonalnego żywienia, podawania potraw, zachowania przy stole i zasad żywienia dietetycznego, a także obszerny zbiór przepisów. Książka powstała przy udziale pracowników Instytutu Żywności i Żywienia.